# 세리에 C
세리에 C(이탈리아어: Serie C 세리에 치[*])는 이탈리아 축구 시스템에서 상위 세번째 리그이며 "레가 이탈리아나 칼초 프로페시오니스티코" (이탈리아어: Lega Italiana Calcio Professionistico)에서 주관한다. 본부는 피렌체에 있다.
지난 시즌(2013–14)에, 프리마 디비시오네(Prima Divisione)는 각각 17개와 16개의 팀으로 이루어진 두 개의 조 조르네 A(Giorne A)와 조르네 B(Giorne B)로 구성되어있다. 그 시즌을 끝으로, 4개의 팀 (각 조의 두 팀)은 세리에 B로 승격을 하고 6개의 팀 (각 조의 세 팀)은 세콘다 디비시오네로 강등된다.
또한 세콘다 디비시오네(Seconda Divisione)도 각각 18개의 팀으로 이루어진 두 개의 조 조르네 A(Giorne A)와 조르네 B(Giorne B)로 구성되어있다. 시즌 종료 후, 6개의 팀 (각 조의 세 팀)은 레가 프로 프리마 디비시오네로 승격을 하고 9개의 팀 (각 조당 4개의 팀과 플레이오프를 거쳐서 한 팀이 추가됨)은 세리에 D로 강등된다. 세콘다 디비시오네의 참가팀은 시칠리아 연고팀 밀라초가 조르네 A에 참가한 것을 제외하면 지역별 기준에 따라 나눈다.
세콘다 디비시오네는 2010년 여름까지 54개의 참가팀이었지만, 2010–11 시즌에 49개의 참가팀을 지역별로 각각 17, 16, 16개로 이뤄진 세 개의 조르네로 분리하였다. 그 시즌 종료 후, 6개의 팀(각 조당 두 개 팀)은 프리마 디비시오네로 승격하였고 4개의 팀(조르네 A에서 두 팀과 나머지 조르네에서 한 팀씩)은 세리에 D로 강등됐다.
2012년 11월 21일, 2014-15 시즌부터 20개의 참가팀으로 이루어진 조 3개로 구성된 독특한 리그를 운영하기 위해 프리마와 세콘다 두 리그의 통합을 발표했다. 통합으로 인해 레가 프로 2014-15 시즌이 발효되었다. 2017년 레가 프로 위원회는 대회 명칭을 원래 이름 세리에 C로 되돌리기로 만장일치 발효하였다. 조정회에서 배제되는 클럽에 도움을 주기로 한 후, 2017-18 시즌에는 각 조 당 19개의 팀들을 포함시켰다.

## 요약 역사
지역별 리그 위에 있는 3부 리그는 파시스트 관계자들이 국내에 있는 주요 대회들을 재조직하면서 1926년 이탈리아에서 처음으로 생겼고, 3부 리그(테르차 디비시오네/Terza Divisione)에서 2부 리그(세콘다 디비시오네/Seconda Divisione)로 승격하는 지방 승격 팀들이 증가하였다.

## 최근 시즌
2014년 리그 개편후, 레가 프로 프리마 디비시오네와 레가 프로 세콘다 디비시오네의 두 개의 과거 리그는 레가 프로 디비시오네 우니카(Lega Pro Divisione Unica)라고 불리는 독특한 리그로 마침내 통합되었고 줄여서 레가 프로(Lega Pro)라고 한다. 신설 리그는 60개의 팀으로 구성되어있고, 지역별로 각각 20개씩 3개 조로 나누며, 4개의 팀(3개 조의 우승팀과 3개 조의 준우승팀들의 플레이오프 승자 팀)이 세리에 B로 승격을 하고, 9개의 팀은 세리에 D: 각 조의 최하위 팀은 즉시 강등이 되고, 반면 16위에서 19팀들은 강등 플레이오프(공식 명칭은 플레이아웃)를 치러, 두 개의 패배한 팀은
강등된다.

## 세리에 C 지난 우승팀
| 세리에 C - 1935-36 - 베네치아, 크레모네세, 스페치아, 카탄차로 - 1936-37 - 파도바, 비제바노, 산레메세, 안코니타나, 타란토 - 1937-38 - SPAL, 판풀라 로디, 카살레, 시에나, 살레르니타나 - 1938-39 - 브레시아, 카타니아 - 1939-40 - 레자나, 비첸차, 마체라테세 - 1940-41 - 프라토, 피우마나 - 1941-42 - 크레모네세, 유벤티나 팔레르모 - 1942-43 - 바레세, 프로 고리치아 - 1943-45 - 2차 세계 대전으로 연기됨 - 1945-46 - 메스트리나, 프라토, 페루자, 알바 알라 로마, 베네벤토, 레체, 레오네 팔레르모 - 1946-47 - 마젠타, 비타 노바 PS 피에트로, 볼차노, 첸테세, 노체리나 - 1947-48 - 18개의 지역별 리그 운영, 세리에 B 승격 X - 1948-49 - 판풀라 로디, 우디니세, 프라토, 아벨리노 - 1949-50 - 세레뇨, 트레비소, 안코니타나, 메시나 - 1950-51 - 몬차, 마르초토 발 리오나, 피옴비노, 유베 스타비아 - 1951-52 - 칼리아리 - 1952-53 - 파비아 - 1953-54 - 파르마 - 1954-55 - 바리 - 1955-56 - 삼베네데테세 - 1956-57 - 프라토 - 1957-58 - 레자나 | - 1958-59 - OZO 만토바, 카탄차로 - 1959-60 - 프로 파트리아, 프라토, 포자 - 1960-61 - 모데나, 루케세, 코센차 - 1961-62 - 트리에스티나, 칼리아리, 포자 - 1962-63 - 바레세, 프라토, 포텐차 - 1963-64 - 레자나, 리보르노, 트라니 - 1964-65 - 노바라, 피사, 레지나 - 1965-66 - 사보나, 아레초, 살레르니타나 - 1966-67 - 몬차, 페루자, 바리 - 1967-68 - 코모, 체세나, 테르나나 - 1968-69 - 피아첸차, 아레초, 카세르타나 - 1969-70 - 노바라, 마쎄세, 카세르타나 - 1970-71 - 레자나, 제노아, 소렌토 - 1971-72 - 레코, 아스콜리, 브린디시 - 1972-73 - 파르마, SPAL, 아벨리노 - 1973-74 - 알레산드리아, 삼베네데테세, 페스카라 - 1974-75 - 피아첸차, 모데나, 카타니아 - 1975-76 - 몬차, 리미니, 레체 - 1976-77 - 크레모네세, 피스토이에세, 바리 - 1977-78 - 우디네세, SPAL, 노체리나 레가 프로 - 2014-15 - 노바라, 테라모 칼초(2015년 승부조작 사건으로 차순위인 아스콜리로 변경), 살레르니타나 - 2015-16 - 치타델라, SPAL, 베네벤토 - 2016-17 - 크레모네세, 베네치아, 포자 세리에 C - 2017-76 - 리보르노, 파도바, 레체 - 2018-19 - 비르투스 엔텔라, 포르데노네, 유베 스타비아 - 2019-20 - AC 몬차, 비첸차, 레지나 - 2020-21 - 코모 (A조), 페루자 (B조), 테르나나 (C조) |  |